# Њу Блумфилд (Пенсилванија)
Њу Блумфилд (енгл. New Bloomfield) град је у америчкој савезној држави Пенсилванија.

## Демографија
По попису из 2010. године број становника је 1.247, што је 170 (15,8%) становника више него 2000. године.
| Група             | 2000.         | 2010.         |
| Белци             | 1.059 (98,3%) | 1.176 (94,3%) |
| Афроамериканци    | 6 (0,6%)      | 24 (1,9%)     |
| Азијати           | 0 (0,0%)      | 21 (1,7%)     |
| Хиспаноамериканци | 6 (0,6%)      | 16 (1,3%)     |
| Укупно            | 1.077         | 1.247         |